# Afrički kup nacija 2017.
Afrički kup nacija 2017. bilo je 31. izdanje afričkog nogometnog prvenstva održano između 14. siječnja i 5. veljače 2017. u Gabonu. Iako se prema dogovoru Afričke nogometne konfederacije natjecanje trebalo održati u Libiji, zbog ratnog stanja u toj zemlji, CAF je u kolovozu 2014. izglasao održavanje prvenstva u Gabonu, drugi put u povijesti natjecanja.
U natjecanju po skupinama nastupilo je 16 momčadi, koje su svoj nastup izborile u prednatjecanju održanom tijekom 2015. i 2016. godine, od ukupno 51 afričke nogometne momčadi. Po dvije najbolje momčadi u iz svake skupine plasirale su se u osminu završnice (nokaut fazu).
Posljednjega dana natjecanja, u Librevilleu je održana završnica, u kojoj je Egipat izgubio od Kameruna. Time je Kamerun osvojio svoju petu krunu. U utakmici za treće mjesto, održanoj dan prije završnice, Burkina Faso je minimalnim rezultatom pobijedila Ganu i time osvojila brončano odličje.
Kamerun je pobjedom na prvenstvu osigurao nastup na FIFA-inom Konfederacijskom kupu 2017. u Rusiji.

## Poveznice
- Europsko prvenstvo u nogometu – Francuska 2016.
- Nogomet na Olimpijskim igrama 2016.
- FIFA Konfederacijski kup 2017.
- Svjetsko prvenstvo u nogometu – Rusija 2018.